# فرناندو پرز
فرناندو پرز (انگلیسی: Fernando Pérez) فیزیک‌دان، توسعه دهندهٔ نرم‌افزار و وکیل نرم‌افزار آزاد اهل کلمبیا است. او بیشتر برای محیط برنامه‌نویسی آی‌پایتون شناخته شده‌است. او برای این پروژه موفق به دریافت جایزهٔ بنیاد نرم‌افزارهای آزاد از بنیاد نرم‌افزار آزاد شده‌است.
وی همچنین برندهٔ جوایزی همچون جوایز بنیاد نرم‌افزارهای آزاد شده‌است.